# Лоденбаш, Филипп
Филипп Лоденбаш (фр. Philippe Laudenbach; 31 января 1936, Бур-ла-Рен — 22 апреля 2024, Тулуза) — французский актёр кино, театра и телевидения. С начала 1960-х он исполнил около 200 ролей в кино и на телевидении.

## Биография
Племянник актёра Пьера Френе (при рождении Пьер Лоденбаш), Филипп Лоденбаш обучался в Национальной консерватории драматического искусства.
Ален Рене предложил ему его первую роль в кино в 1962 году. С 1980-х годов он стал очень популярным актёром второго плана в фильмах Франсуа Трюффо, Клода Лелуша, Жана-Жака Беникса, Эрика Ромера, Клода Соте. Много раз работал с Ивом Гаском, Лораном Терзиеффым и Робером Оссейном.
В 1998 году был номинирован за лучшую роль второго плана на премию Мольера за исполнение в «Шляпе сумасшедшего» Луиджи Пиранделло.
Умер 22 апреля 2024 года после борьбы с несколькими видами рака в больнице Рангейль в Тулузе в возрасте 88 лет.

## Избранная фильмография
- 1963 — Мюриэль, или Время возвращения / Muriel Ou Le Temps D’Un Retour — Робер
- 1980 — Мой американский дядюшка / Mon oncle d’Amérique — Мишель Обер
- 1980 — Фантомас / Fantômas — М. Томери
- 1983 — Весёленькое воскресенье / Vivement dimanche! — Матьё Клемен, адвокат Жюльена
- 1984 — Наша история / Notre Histoire — Сэм
- 1984 — Берег левый, берег правый / Rive droite, rive gauche — хозяин
- 1986 — Тридцать семь и два по утрам / 37°2 le matin — редактор
- 1986 — Охотник за нацистами: История Беаты Кларсфелд / Nazi Hunter: The Beate Klarsfeld Story — французский чиновник
- 1991 — Операция «Тушёнка» / L’Opération Corned-Beef — министр внутренних дел
- 1993 — Нестор Бурма / Nestor Burma — профессор Левассье (эпизод «Уродливый Мик-мак на бульваре Сен-Мишель»)
- 2002 — Книга теней / Maléfique — Лассаль
- 2004 — Инкассатор / Le Convoyeur — Мишель Пуатрено, «Мумия»
- 2009 — Влечение / Partir — отец Сэмюэла
- 2010 — Люди и боги / Des hommes et des dieux — Селестен
- 2010 — Анонимные романтики / Les Émotifs anonymes — глава жюри
- 2011 — Налёт / Braquo — Люсьен (две серии)
- 2011 — Я объявляю войну / La guerre est déclarée — Филипп
- 2012 — Инквизиция / Maléfique — Лассаль
- 2016 — Кандис Ренуар / Candice Renoir — Люк Норман (эпизод «Наш злейший враг в нашем сердце»)
- 2016 — Новости с планеты Марс / Inquisitio — Арнави